# Red Dust and Spanish Lace
Red Dust and Spanish Lace foi o álbum de estréia lançado em 1987 pelo Acoustic Alchemy.
| Críticas profissionais                                                      | Críticas profissionais |
| Avaliações da crítica                                                       | Avaliações da crítica  |
| Fonte                                                                       | Avaliação              |
| --------------------------------------------------------------------------- | ---------------------- |
| allmusic                                                                    | [ 1 ]                  |
| Esta tabela precisa de ser acompanhada por texto em prosa. Consulte o guia. |                        |

## Lista de faixas
| N.º | Título                      | Compositor(es)          | Duração |  |
| 1.  | "Mr. Chow"                  | Webb/Carmichael         | 3:06    |  |
| 2.  | "Ricochet"                  | Webb/Carmichael/Parsons | 3:20    |  |
| 3.  | "The Stone Circle"          | Webb/Carmichael/Parsons | 4:16    |  |
| 4.  | "The Rideout"               | Webb/Carmichael         | 3:33    |  |
| 5.  | "Girl With A Red Carnation" | Webb                    | 3:07    |  |
| 6.  | "The Colonel And The Ashes" | Webb/Carmichael         | 3:24    |  |
| 7.  | "One For The Road"          | Webb/Parsons/Clyne      | 6:23    |  |
| 8.  | "Sarah Victoria"            | Webb                    | 2:19    |  |
| 9.  | "Red Dust And Spanish Lace" | Webb/Carmichael/Parsons | 8:47    |  |

## Créditos
- Violão corda de aço - Nick Webb, John Parsons
- Violão corda de nylon - Greg Carmichael
- Baixo - Werner Kopal
- Teclado - Rainer Bruninghaus
- Bateria - Bert Smaak
- Percussão - Mario Argandona

## Singles
- "Mr. Chow"